# Brzeźno (województwo lubelskie)
Brzeźno – wieś w Polsce położona w województwie lubelskim, w powiecie chełmskim, w gminie Dorohusk. 
Przez miejscowość przebiega droga krajowa nr 12. Brzeźno leży w odległości około 10 km od Chełma na trasie Chełm – Dorohusk na wysokości 177 m n.p.m. w otoczeniu podmokłych, zatorfionych łąk, pociętych gęstą siecią rowów melioracyjnych. 
Wieś jest sołectwem w gminie Dorohusk. Według Narodowego Spisu Powszechnego z roku 2011 wieś liczyła 962 mieszkańców i była największą co do liczby ludności miejscowością gminy.
W Brzeźnie około 20 domów zostało wpisanych do rejestru „Zabytków architektury i budownictwa w Polsce”. Większość budynków pochodzi z lat 30. i 40. XX wieku. 
Wieś jest siedzibą rzymskokatolickiej parafii Najświętszej Maryi Panny Matki Kościoła. We wsi znajduje się prawosławna cerkiew filialna pw. św. Włodzimierza, należąca do parafii w Chełmie.

## Etymologia
Brzeźno to nazwa typu topograficznego i mówi o tym, że w rejonie miejscowości, w chwili jej założenia było duże skupisko drzew brzozowych. W różnych okresach miejscowość nosiła nazwę Brzeziny, Brzeziny Hniszewskie, Brzyzna, Brzyzno.
| SIMC    | Nazwa    | Rodzaj    |
| ------- | -------- | --------- |
| 0102410 | Kolejowa | część wsi |
| 0102440 | Kolonia  | kolonia   |
| 0102427 | Las      | część wsi |
| 0102433 | Łany     | część wsi |

## Historia
Brzeźno swymi początkami sięga czasów prehistorycznych. Pierwsze ślady osadnictwa ludzkiego pochodzą z epoki neolitu. W okolicznych torfowiskach znajdowano fragmenty ceramiki oraz przedmioty z czasów wczesnego średniowiecza (sierpy czy topory). Podczas badań archeologicznych na gruntach Kolonii Brzeźno stwierdzono istnienie zwartej osady kultury łużyckiej. Człowiek chętnie lokował tu swoje siedziby ze względu na charakter obronny terenów otaczających Brzeźno.
W latach 1954–1961 wieś należała i była siedzibą władz gromady Brzeźno, po jej zniesieniu w gromadzie Okszów. W latach 1975–1998 miejscowość administracyjnie należała do województwa chełmskiego. 

## Rezerwat „Brzeźno”
Rezerwat Brzeźno został zatwierdzony w 1973 roku. Zajmuje on powierzchnię 165 ha i należy do kompleksu torfowisk węglanowych w pobliżu Chełma, który znalazł się w programie Natura 2000. Od czasu, gdy uznano je za jeden z najcenniejszych w Polsce obszarów bagiennych oraz ostoję ptaków o europejskim znaczeniu, przyciągają naukowców i miłośników przyrody z całej niemal Europy. O wyjątkowym charakterze torfowisk węglanowych decyduje ich położenie na pograniczu wilgotnego, obfitującego w tereny bagienne Polesia Lubelskiego i wyniesionej, położonej na osadach kredowych Wyżyny Lubelskiej. Odmienność flory i fauny zawdzięczają nietypowemu, jak dla terenów bagiennych zasadowemu odczynowi torfów. W krajobrazie torfowisk dominują: szuwary turzycowe i łany kłoci wiechowatej, które nigdzie w Polsce nie występują na tak rozległej powierzchni. Obrzeża kłociowisk porastają skupienia ginących gatunków turzyc, np. turzycy Buxbauma, turzycy Davalla oraz wyjątkowo rzadki zespół marzycy rudej. Roślinność bagienna styka się z użytkowanymi przez okoliczną ludność podmokłymi łąkami, na których można znaleźć nie mniej interesujące gatunki roślin. Krajobraz torfowisk urozmaicają niewielkie kredowe wysepki lub półwyspy zwane grądzikami. Teren taki znany jest z zadrzewienia i występujących zarośli wierzbowych. Na torfowiskach odnotowano około 550 gatunków roślin naczyniowych, z których 43 podlega ochronie prawnej, natomiast na łąkach i wysepkach objęto całkowitą ochroną 31 gatunków. Najokazalsze z nich to m.in.: goździk pyszny, pełnik europejski, len złocisty, gnidosz królewski, goryczka wąskolistna i krzyżowa, kosaciec syberyjski i starzec cienisty.
Dla ornitologów symbolem torfowisk jest zagrożona w skali globalnej wodniczka. Jest to jedno ze stanowisk jej najliczniejszego występowania w okresie lęgowym. W 1993 roku w łanach kłoci wiechowatej obserwowano blisko 180 śpiewających samców wodniczki. W kłociowiskach gniazdują błotniaki popielate, sowa błotna, bąk, kureczka zielonka i kropiatka, natomiast na łąkach – kulik wielki, dubelt i derkacz. Ptaki te zagrożone są w większości na znacznych obszarach Europy. Do innych osobliwości ptasiego świata należą: żuraw, błotniak stawowy, rycyk, krwawodziób, podróżniczek i dziwonia. Łącznie na torfowiskach zaobserwowano 150 gatunków ptaków, z czego 75 regularnie tu gniazdujących. Różnorodność floty torfowisk sprzyja występowaniu blisko 800 gatunków motyli. Kilkanaście z nich posiada tu jedyne znane w Polsce stanowiska. Spośród motyli dziennych, 8 gatunków znajduje się na liście 20 motyli europejskich zagrożonych wyginięciem. Obok nich obserwowano trzy chronione w Polsce gatunki: pazia królowej oraz mieniaka tęczowca i strużnika.
W szuwarach kłociowisk żyje jeden z polskich gadów – żółw błotny. Jest to gatunek chroniony, wpisany do Polskiej Czerwonej Księgi Zwierząt. Torfowiska węglanowe ze względu na wyjątkowo dużą różnorodność biologiczną uznano za unikatowy zespół przyrodniczy nie tylko w skali kraju, lecz również Europy. Świadczy o tym m.in. wpisanie ich na listę ostoi ptaków o znaczeniu europejskim. Wybierając się do rezerwatu warto wiedzieć, że w ramach programu aktywnej ich ochrony została przygotowana ścieżka dydaktyczna wraz z wieżą widokową, która w znakomity sposób ułatwia poznanie walorów przyrodniczych tego wyjątkowo cennego obszaru. Temu celowi służy również Ośrodek Dydaktyczno-Muzealny Zarządu Chełmskich Parków Krajobrazowych w Brzeźnie.